# NGC 646-1
NGC 646-1 is een balkspiraalstelsel in het sterrenbeeld Kleine Waterslang. Het hemelobject werd op 2 november 1834 ontdekt door de Britse astronoom John Herschel. Het sterrenstelsel bevindt zich dicht bij NGC 646-2.

## Synoniemen
- PGC 6010
- ESO 80-2
- VV 443
- AM 0135-650
- IRAS01357-6508